# Bet Arif
Bet Arif (hebr.: בית עריף) – moszaw położony w samorządzie regionu Chewel Modi’in, w Dystrykcie Centralnym, w Izraelu.

## Historia
Moszaw został założony w 1951 przez imigrantów z Jemenu.

## Gospodarka
Gospodarka moszawu opiera się na intensywnym rolnictwie.